# Ponkotsu Fūkiin to Skirt Take ga Futekisetsu na JK no Hanashi
Ponkotsu Fūkiin to Skirt Take ga Futekisetsu na JK no Hanashi (Nhật: ポンコツ風紀委員とスカート丈が不適切なJKの話 Hepburn: Ponkotsu Fūkiiin to Sukāto Take ga Futekisetsu na JK no Hanashi, dịch: Chuyện về lớp trưởng hậu đậu và nữ sinh váy ngắn không đúng quy định) là một bộ manga của Nhật Bản, được viết và vẽ minh họa bởi Takuma Yokota. Bộ truyện bắt đầu được đăng dài kỳ trên tạp chí Monthly Shōnen Sirius của Kōdansha vào tháng 3 năm 2019 và đã được tổng hợp thành mười bảy tập tankōbon, tính đến tháng 4 năm 2025. Phiên bản chuyển thể anime do Zero-G sản xuất đã được công bố.

## Truyền thông

### Manga
Ponkotsu Fūkiin to Skirt Take ga Futekisetsu na JK no Hanashi, được viết và vẽ minh họa bởi Takuma Yokota. Nó bắt đầu được đăng dài kỳ trên tạp chí Monthly Shōnen Sirius của Kōdansha vào ngày 26 tháng 3 năm 2019. Các chương của bộ truyện đã được tổng hợp thành 17 tập tankōbon tính đến tháng 4 năm 2025.
| #  | Ngày phát hành                    | ISBN              |
| -- | --------------------------------- | ----------------- |
| 1  | Ngày 9 tháng 10 năm 2019          | 978-4-06-517226-1 |
| 2  | Ngày 9 tháng 3 năm 2020           | 978-4-06-518898-9 |
| 3  | Ngày 9 tháng 6 năm 2020           | 978-4-06-519799-8 |
| 4  | Ngày 9 tháng 9 năm 2020           | 978-4-06-520821-2 |
| 5  | Ngày 9 tháng 12 năm 2020          | 978-4-06-521889-1 |
| 6  | Ngày 8 tháng 4 năm 2021           | 978-4-06-522846-3 |
| 7  | Ngày 8 tháng 7 năm 2021           | 978-4-06-523727-4 |
| 8  | Ngày 9 tháng 11 năm 2021          | 978-4-06-525149-2 |
| 9  | Ngày 9 tháng 6 năm 2022           | 978-4-06-527763-8 |
| 10 | Ngày 9 tháng 11 năm 2022          | 978-4-06-529262-4 |
| 11 | Ngày 9 tháng 3 năm 2023           | 978-4-06-530964-3 |
| 12 | Ngày 8 tháng 9 năm 2023 (bản số)  | —                 |
| 13 | Ngày 8 tháng 2 năm 2024 (bản số)  | —                 |
| 14 | Ngày 6 tháng 6 năm 2024 (bản số)  | —                 |
| 15 | Ngày 8 tháng 10 năm 2024 (bản số) | —                 |
| 16 | Ngày 17 tháng 1 năm 2025 (bản số) | —                 |
| 17 | Ngày 9 tháng 4 năm 2025 (bản số)  | —                 |

### Anime
Phiên bản chuyển thể anime đã được công bố vào ngày 8 tháng 4 năm 2025. Nó được sản xuất bởi Zero-G, được đạo diễn bởi Daiji Iwanaga, với Yō Himuro thiết kế nhân vật.